# Generální stávka
Generální stávka je formou všeobecné stávky zahrnující téměř celou danou oblast, např. město, region či stát. Stávky tohoto typu jsou rozsáhlé, zasahují víceméně téměř všechna pracoviště a provozy na daném území. Jejím cílem je ochromit hospodářství a donutit tak politické představitele ke splnění kýžených požadavků.
K významným generálním stávkám došlo například 14. října 1918 v českých zemích v Rakousko-Uhersku proti válce nebo v Československu v roce 1989 na podporu studentských demonstrací a proti komunistickému režimu. Rovněž i ve Francii v roce 1968 byla vyhlášena generální stávka, ve které pracující projevili svůj ostrý nesouhlas s reakcí vlády na tehdejší události.